# GlaxoSmithKline
« GSK » redirige ici. Pour les autres significations, voir GSK (homonymie).
GSK, anciennement GlaxoSmithKline est une multinationale britannique, l'un des dix géants de l'industrie pharmaceutique mondiale. Elle résulte de la fusion entre Glaxo Wellcome (en) et SmithKline Beecham en 2000.
En 2022, GSK s’est séparé de toutes ses activités santé grand public pour donner naissance à Haleon. Le groupe concentre ses activités sur la prévention et le traitement de maladies grâce aux vaccins et aux médicaments de médecine générale et de spécialité.

## Histoire

### Naissance du groupe
GSK est issu de la fusion, en décembre 2000, de deux entreprises pharmaceutiques britanniques, Glaxo Wellcome et SmithKline Beecham.

### Le groupe depuis sa création
En septembre 2013, Suntory annonce l'acquisition des boissons non-alcoolisées Lucozade et Ribena pour 1,35 milliard de livres, mis en vente par GlaxoSmithKline. L'opération concernerait 700 emplois. Ribena est un soda à base de cassis et Lucozade est une boisson énergétique. En septembre 2013, GSK vend pour sept cents millions de livres ses médicaments liés à la thrombose à Aspen Pharmacare, une entreprise sud-africaine.

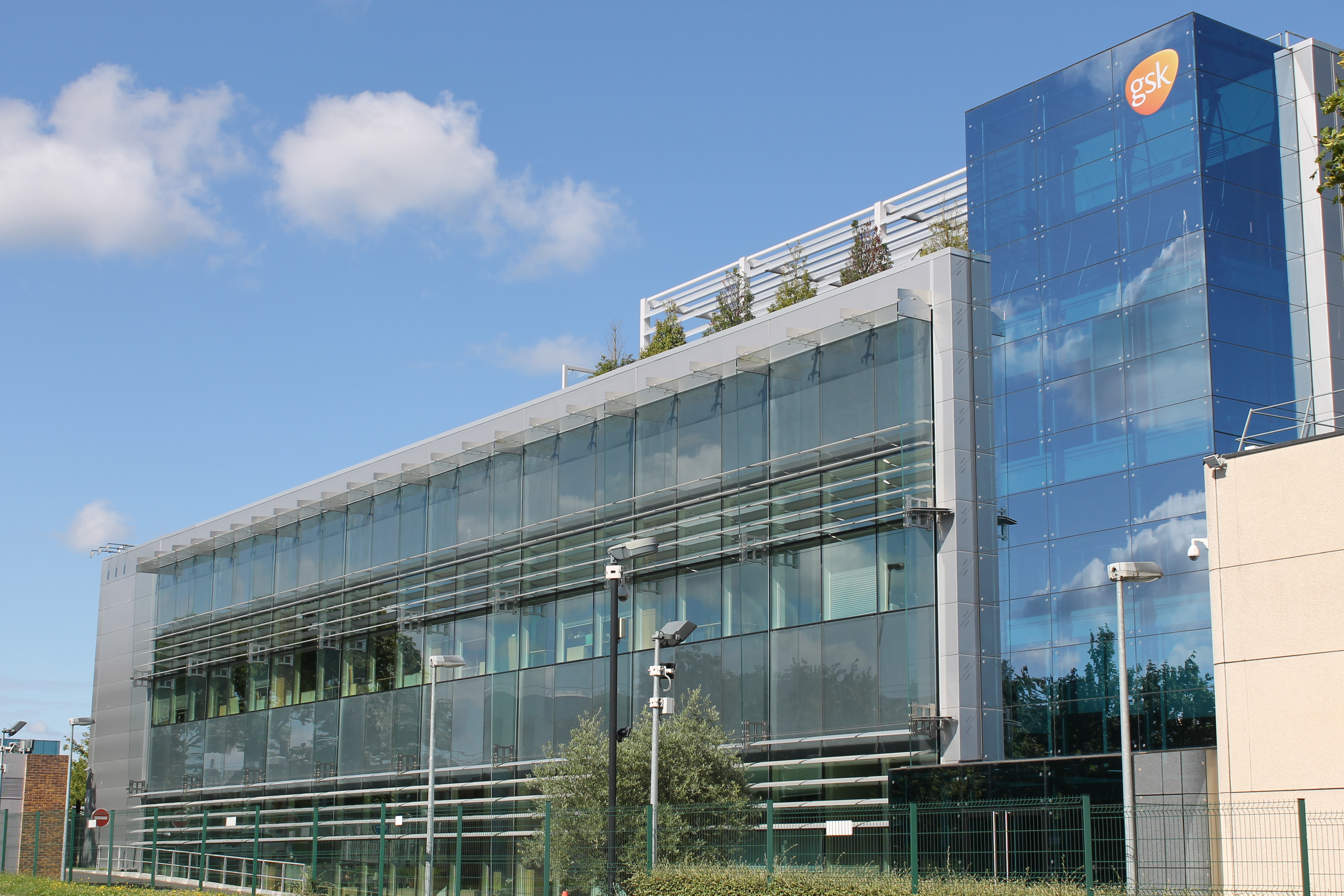
Le centre R&D de GSK dans le parc d'activités de Courtaboeuf (Paris-Saclay).

En mars 2014, GSK augmente sa participation dans sa filiale indienne de 50,7 à 75 % pour 64 milliards de roupies, soit environ 1,05 milliard de dollars.
En avril 2014, GlaxoSmithKline acquiert les activités de Novartis dans les vaccins pour 7,1 milliards de dollars. En parallèle, il vend ses activités dans l'oncologie à Novartis pour 16 milliards de dollars. Le projet de rachat de la filiale vaccine de Novartis (à l'exception du vaccin contre la grippe) est finalisé en 2015.
En mars 2015, GSK vend la moitié de sa participation dans Aspen Pharmacare pour 853 millions de dollars, gardant une participation de 6,2 %. En décembre 2015, GlaxoSmithKline acquiert des médicaments en développement contre le VIH à Bristol-Myers Squibb pour 1,46 milliard de dollars.
En août 2016, les deux géants Google et GSK créent une filiale commune en travaillant sur l'exploration d'un nouveau champ de la médecine bioélectronique. Cela a pour but de développer des dispositifs de la taille d'un grain de riz susceptible d'être implantés dans le corps sur les nerfs périphériques d'où ils enverront des signaux électriques à un organe. L'idée est de pouvoir implanter le produit dans le cabinet du médecin en recourant à un robot chirurgical peu invasif qui mettra le dispositif à l'intérieur du corps du patient. Le laboratoire britannique précise qu'il « cherchera d'abord à établir la preuve d'efficacité de cette approche dans les domaines de l'inflammation et des désordres métaboliques et endocrinaux tels notamment le diabète où des résultats ont déjà été obtenus chez l'animal ».
Le laboratoire britannique GSK a développé un traitement à base de thérapie génique pour prolonger la vie des enfants privés de défenses immunitaires à cause d'une affection génétique rare. GSK a obtenu l'autorisation en août 2016 de commercialiser en Europe un traitement innovant pour soigner les bébés- (ou enfants-)bulles. Appelé le strimvelis, ce traitement du laboratoire britannique fonctionne grâce à l'introduction d'un gène fonctionnel remplaçant le gène défectueux. Fin juillet, l'Italie est devenue le premier pays à avoir accepté de rembourser intégralement le traitement, constitué d'une injection unique, qui coûtera 594 000 euros par patient.
En mars 2018, GSK annonce l'acquisition de la participation de 36,5 % de Novartis dans la co-entreprise entre GSK et Norvartis, dédiée aux médicaments en vente libre, pour 13 milliards de dollars.
En décembre 2018, Unilever annonce l'acquisition des activités sous la marque Horlicks de GlaxoSmithKline pour 3,8 milliards de dollars. Le même mois, en parallèle, GlaxoSmithKline annonce l'acquisition de Tesaro, une entreprise pharmaceutique spécialisée dans les traitements contre le cancer des ovaires. Le même mois, GSK annonce son intention de fusionner ses activités de santé sans ordonnance avec ceux de Pfizer, créant une nouvelle entité détenue à 68 % par GSK. Au travers de cette opération, GSK annonce également son intention de scinder ses activités de santé sans ordonnance.
En février 2020, Stada annonce l'acquisition d'un ensemble de marques de médicament en vente libre de GlaxoSmithKline pour 300 millions d'euros. En mai 2020, GlaxoSmithKline annonce la vente de sa participation de 5,7 % dans Hindustan Unilever pour 3,4 milliards de dollars.
En juillet 2022, le groupe GSK annonce avoir finalisé la scission de son activité Consumer Healthcare pour former Haleon. Dès 2018, le laboratoire avait indiqué sa volonté de scinder et d'introduire en Bourse cette entité, qui comprend des médicaments sans ordonnance, des dentifrices et de la parapharmacie, pour se focaliser sur la pharmacie, notamment les vaccins et les médicaments spécialisés.
En avril 2023, GSK annonce un accord exclusif avec l'entreprise de biotechnologie Scynexis pour la commercialisation et le développement de Brexafemme (ibrexafunger), un nouveau traitement de pointe pour les infections fongiques. Brexafemme complète le portefeuille de GSK, avec un traitement approuvé par la FDA pour la candidose vulvovaginale. Le même mois, GSK annonce l'acquisition pour 2 milliards d'euros de Bellus, entreprise canadienne spécialisée contre la toux chronique.
En juin 2023, GSK a obtenu l'approbation de Bruxelles pour le premier vaccin contre le virus respiratoire syncytial (VRS) ou bronchiolite, destiné aux plus de 60 ans.

## Activité
D’origine britannique, GSK emploie plus de 70 000 personnes à l’international dont 3 300 en France et plus de 9 000 en Belgique. Son chiffre d'affaires mondial, en 2022, s’élève 29,3 milliards de livres sterling, pour un budget de R&D de 5,8 milliards d’euros en 2021. En 2013, Booz & Company a classé 17e GlaxoSmithKline, parmi les vingt entreprises les plus innovantes du monde.
Le laboratoire GlaxoSmithKline est présent dans de nombreux domaines thérapeutiques : les maladies infectieuses, le VIH, l’oncologie et l’immunologie, et occupe une place prépondérante en vaccinologie.
Au niveau mondial, le pipeline de GSK représente plus de 60 vaccins et médicaments potentiels. En 2021, l’entreprise a délivré 1,7 milliard de médicaments et plus de 767 millions de vaccins, soit environ 2 millions de doses de vaccins par jour.
Le portefeuille vaccins de GSK est, en 2022, composé de 20 vaccins, plus 21 candidats vaccins en développement parmi lesquels un vaccin contre le virus respiratoire syncytial (VRS) chez les séniors. En 2021, GSK produisait 7% du marché mondial de vaccins, hors vaccin contre le Covid-19. En décembre 2022, GSK a obtenu l’homologation de son vaccin contre le paludisme, premier vaccin antipaludique au monde. En novembre 2022, la Commission européenne a délivré une autorisation de mise sur le marché du vaccin contre le Covid-19, développé par le laboratoire Sanofi avec l’adjuvant pandémique de GSK.
Plus de 15 000 chercheurs dans le monde se consacrent à la découverte de nouveaux vaccins et combinaisons vaccinales concernant les méningites A, B et C, le SIDA, le paludisme et l’infection par le rotavirus (à l’origine de gastro-entérites sévères).
En 2018, selon Emmanuel Hanon, vice-président de la R&D, « plus de 2 millions de doses de vaccins sont produites chaque jour » par GSK.

### En Algérie
- GSK Algérie, ex-LPA (Laboratoire pharmaceutique algérien)

### En Belgique
En 2018, la Belgique réalise 80% de la production de vaccins de l'entreprise et emploie 9 000 personnes en 2021.
- Rixensart (QG de la filiale GSK vaccines)
- Wavre (filiale GSK vaccines). Réparti sur 550 000 m2 avec presque 7 000 salariés en 2018, c'est le plus gros site de production de vaccins au monde. Il produit notamment des vaccins contre la poliomyélite et la coqueluche[37],[39].
- Gembloux (filiale GSK vaccines).

### Au Canada
- GSK Vaccins Québec (Québec)
- GSK Vaccins Laval (Québec)
- GSK Pharmaceutique Montréal (Québec)
- GSK Pharmaceutique Mississauga (Ontario)
- GSK travaille aussi avec Medicago sur un vaccin contre la Covid-19[40]

### En France
En France, GSK dispose d’un siège social et de trois sites de production : 
- Rueil-Malmaison (Hauts-de-Seine) : siège social regroupant 871 collaborateurs GSK Pharma et Viiv.
- Évreux (Eure) : site spécialisé dans la production de médicaments inhalés destinés à soigner l’asthme et la broncho-pneumopathie chronique obstructive (BPCO). Le site compte près de 1000 collaborateurs.
- Mayenne (Mayenne) : site spécialisé dans la production d’antibiotiques. Le site regroupe près de 360 collaborateurs.
- Saint-Amand-les-Eaux (Nord) : site de production de vaccins pour GSK Vaccins contre les pathologies suivantes : diphtérie, tétanos, coqueluche, poliomyélite, paludisme, hépatite A&B, rougeole, oreillons, rubéole, grippe saisonnière, le zona et infections à Papillomavirus humain. Le site regroupe plus de 1000 collaborateurs. Il produit 130 millions de doses de vaccins par an.

En novembre 2021, GSK s’est fixé un double objectif : avoir un impact net nul sur le climat d’ici 2030 et avoir un impact net positif sur la nature d’ici 2030. Le laboratoire va changer le gaz de ses inhalateurs utilisés en traitement de crise pour en réduire l’empreinte carbone.

### Autres sites dans le monde (liste non exhaustive)
- Worthing (Royaume-Uni)
- Cork (Irlande)
- Sienne et Rossa (Italie - Ex-Novartis)
- Amsterdam (Pays-Bas)
- Wuhan (Chine)
- Tuas (Singapour)
- Nyon (Suisse - Ex-Novartis)
- Marbourg (Allemagne - Ex-Novartis)
- Tres Cantos (Espagne)
- San Bernardino (Argentine)
- Hamilton (États-Unis)
- Rockville (États-Unis)

## Produits
En 2018, GSK commercialise environ quarante vaccins.
Liste non exhaustive des produits de cette société :
- Albenza
- Alli
- Alpharix-Tetra[37]
- Avamys
- Amerge
- Aquafresh
- Arixtra
- Arranon
- Augmentin
- Avandia
- Avodart
- BC Powder
- Beano
- Beconase
- Bexsero
- Biotene
- Bonviva
- Boost (health food)
- Boostrix[37]
- Ceftin
- Clamoxyl
- Coreg
- Cervarix[42] (vaccin)
- Encepur[42] (vaccin)
- Engerix[42] (vaccin)
- Flulaval
- Fluviral
- Flixonase
- Flixotide
- Flixovate
- Geritol
- Gly-Oxide
- Goody's Powder
- Havrix[42] (vaccin)
- Horlicks
- Imitrex
- Infanrix[42] (vaccin)
- Lamictal
- Lanoxin
- Levitra
- Lucozade
- Macleans
- Malarone
- Nicoderm
- Panadol
- Panadol night
- Priorix[37]
- Parnate
- Parodontax
- Paxil
- Promacta
- Ralgex
- Relenza
- Requip
- Ribena
- Rotarix[42] (vaccin)
- Sensodyne
- Seretide
- Serevent
- Serlipet
- Shingrix[43]
- SKF 38393
- SKF 82958
- Tagamet
- Treximet
- Tums
- Trizivir
- Tykerb
- Typherix[42] (vaccin)
- Valtrex
- Varilrix[42] (vaccin)
- Ventolin HFA (Amérique du Nord)
- Ventoline (France)
- Veramyst
- Vesicare
- Wellbutrin
- Zantac
- Zélitrex
- Zofran
- Zovirax

Le 22 avril 2019, le Malawi devient le premier pays au monde à tester à grande échelle le vaccin contre le paludisme, selon francetvinfo. Le Mosquirix est le vaccin qui va être appliqué le 23 avril 2019, il ne concerne que les enfants de moins de deux ans. Leur objectif est de vacciner 120 000 enfants en un an. Ce vaccin a été mis au point par GlaxoSmithKline. Les premiers essais montrent un taux de réussite de 39 %. Plusieurs autres laboratoires travaillent sur ce vaccin pour l'améliorer.

### Chiffres clés
Chiffre d'affaires :
- Pharmacie : 658 millions d'euros (CA France 2016)[réf. souhaitée] ;
- Santé Grand Public : 187,3 millions d'euros (CA France 2016)[réf. souhaitée].

Production : Outre son siège social à Rueil-Malmaison, GSK France possède trois sites industriels. Le plus important, dédié au respiratoire, est basé à Évreux (Eure) avec 1 200 personnes (aout 2017). Il a produit 177 millions de boîtes en 2016. Près de 85 % de la production de GSK France est exportée. En 2016, 70% de la production de vaccins est destinée aux pays en développement. Les sites industriels de GlaxoSmithKline en France produisent chaque année 315 millions de boîtes de médicaments destinées à plus de 100 pays.

### Implantation
Le siège social de la partie française du groupe se trouve à Rueil-Malmaison. Il existe également des usines de production à Évreux, Saint-Amand-les-Eaux et Mayenne notamment.

### Lobbying
GlaxoSmithKline est inscrite au registre de transparence européen des représentants d'intérêts depuis 2009 : elle déclare à ce titre pour 2021 des dépenses de lobbying d'un montant compris entre 1 000 000 et 1 250 000 euros.
En 2021, les dépenses de lobbying de GlaxoSmithKline aux États-Unis s'élèvent à 1 040 000 dollars.
La société GSK France est l'une des trois sociétés privées qui financent le club Hippocrate, un club parlementaire qui regroupe 99 députés et sénateurs. Présidé et fondé par Gérard Bapt, ce club travaille sur les questions de santé.

## Principaux actionnaires
Au 20 juillet 2021 :
| The Vanguard Group                               | 2,75% |
| BlackRock Fund Advisors                          | 2,61% |
| BlackRock Investment Management (UK)             | 2,56% |
| Norges Bank Investment Management                | 2,40% |
| Dodge & Cox                                      | 1,98% |
| Capital Research & Management (Global Investors) | 1,70% |
| BlackRock Advisors (UK)                          | 1,39% |
| Schroder Investment Management                   | 1,34% |
| State Street Global Advisors (en)                | 1,33% |
| SSgA Funds Management                            | 1,05% |

## Administrateurs

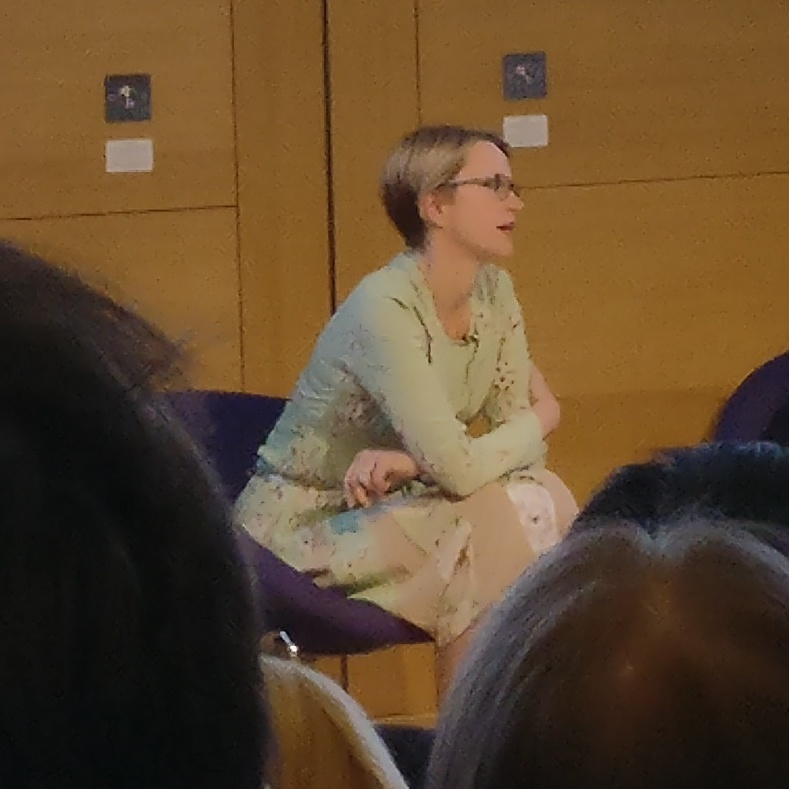
Actuelle directrice générale de GlaxoSmithKline

Jean-Pierre Garnier fut le directeur général de GlaxoSmithKline à partir de la fusion de SmithKline Beecham et Glaxo Wellcome en décembre 2000 jusqu'en mai 2008.
Andrew Witty assure la direction de la compagnie de 2008 à avril 2017.
Le 1er avril 2017, Emma Walmsley devient la nouvelle directrice générale de GlaxoSmithKline et devient par la même occasion la première femme à diriger un grand groupe mondial de la pharmacie.

## Controverses
- Paroxetine (Seroxat, Paxil) est un ISRS, antidépresseur commercialisé en 1992 par GlaxoSmithKline. En mars 2004, la FDA obligea la société à ajouter un avertissement sur les emballages des ISRS et d'autres antidépresseurs, afin d'avertir du risque de pensées suicidaires et passages à l'acte chez les enfants et adolescents. Depuis l'approbation de la paroxétine en 1992 par la FDA, environ 5 000 citoyens américains ont intenté un procès à GSK. Le 29 janvier 2007, la BBC a diffusé en Angleterre un documentaire sur le Seroxat[52]. Certaines études ont mis en doute l'existence d'un lien entre ISRS et suicide[53],[54],[55]. Mais de nombreuses nouvelles études le prouvent, le risque est augmenté chez les enfants et adolescents, mais aussi chez les personnes âgées[56],[57].

- En novembre 2007, une commission du Congrès des États-Unis (United States Congressional committee) publia un rapport[58] relatant l'intimidation du Dr John Buse (University of North Carolina at Chapel Hill[59],[60]) par GlaxoSmithKline en raison de ses doutes concernant les risques cardiovasculaires associés à un médicament antidiabète de la compagnie Rosiglitazone (Avandia)[61]. Ce risque est suffisamment important pour que plusieurs sociétés savantes aient émis en 2008 des avis défavorables quant à la poursuite de l'utilisation de cette molécule[62].

- En mars 2006, le procureur général de Californie Bill Lockyer annonça que « GlaxoSmithKline (GSK) allait payer 14 millions de dollars afin de mettre fin au procès les accusant d'augmenter abusivement les prix de leur antidépresseur Paxil, de fraude de brevet, de violation des lois antitrust et de procès inutiles leur permettant de maintenir leur monopole et ainsi de bloquer l'entrée sur le marché de versions génériques »[63].

- À l'assemblée générale AGM du 19 mai 2003, les actionnaires de GSK ont rejeté une motion ayant trait à un package de 22 millions de livres pour le P-DG, Jean-Pierre Garnier.

- La société et ses actionnaires ont été la cible de militants en faveur des droits des animaux. La People for the Ethical Treatment of Animals (PETA), sur la télévision britannique, a diffusé un reportage montrant les équipes frappant du poing, du pied, criant et se moquant des animaux dont ils sont censés avoir la charge[réf. nécessaire]. Néanmoins, l'animalerie de Rixensart (Belgique) est une animalerie modèle pour l'ensemble des filiales GSK, en effet, l'AAALAC lui a décerné, à plus d'une reprise, un certificat d'excellence assurant du bon traitement des animaux avec respect et dignité, conformément à la législation en vigueur[réf. nécessaire].

- En novembre 2005, la « AIDS Healthcare Foundation » a accusé la société d'accroître artificiellement les profits du monopole à court terme en n'augmentant pas la production d'AZT en dépit d'une énorme hausse de la demande, et créant ainsi des ruptures d'approvisionnement affectant beaucoup de patients souffrant du SIDA en Afrique. En juin 2006, GSK annonça une prochaine baisse de l'ordre de 30 % du prix de certains de ces médicaments pour les pays les plus pauvres du monde[64].

- En février 2013, il est démontré une hausse du nombre de patients atteints par la narcolepsie et qui ont été vaccinés par le Pandemrix contre la grippe H1N1 en 2009[65]. Le Pandemrix contient un adjuvant, le squalène, dont la nocivité est connue depuis des dizaines d'années. Le problème avait été signalé par les autorités finlandaises et suédoises dès le mois d'août 2010, qui avaient constaté une multiplication par 13 du risque de narcolepsie chez les enfants et les jeunes vaccinés. Selon GSK, le vaccin n'est plus commercialisé. Au moins 30,8 millions de personnes auraient été vaccinées dans l'UE.

### Amendes et procès
En 2003, GSK signa un engagement d'intégrité et paya 88 millions de dollars d'amende dans un procès civil l'accusant d'avoir fait payer un prix excessif à Medicaid pour le Paxil et un spray anti-allergique Flonase. Cette même année, GSK dut payer un arriéré de 7,8 milliards de dollars d'impôts au Internal Revenue Service (IRS), record historique en cette matière.

#### Paroxetine
En mars 2008, l'Agence de régulation des médicaments (Medicines and Healthcare Products Regulatory Agency) conclut que GSK aurait dû avertir des effets indésirables possibles du Deroxat bien plus tôt. GSK n'a pas pu être l'objet d'un procès pour des raisons de législation trop ancienne.
Depuis 2008, GlaxoSmithKline cite dans la liste des effets secondaires un risque de « serious discontinuation symptoms » (voir Syndrome de discontinuation associé aux antidépresseurs).

#### Ribena
Le 27 mars 2007, GSK a plaidé coupable à la Cour d'un district d'Auckland pour quinze motifs déposés contre eux par la commission de commerce de la Nouvelle-Zélande en vertu des accords de commerce équitable (Fair Trading Act). La société distribuait une boisson au cassis en laissant les consommateurs croire qu'elle contenait de hauts taux de vitamine C. Deux adolescentes de quatorze ans, Anna Devathasan et Jenny Suo, dans le cadre d'un projet scolaire, ont découvert que cette boisson ne contenait que très peu de vitamine C. Ces élèves du Pakuranga College d'Auckland (Nouvelle-Zélande) n'ayant pas obtenu de réponse de la part de GSK, la communication de cette affaire dans une émission sur les droits des consommateurs (Fair Go) attira l'attention de la commission du Commerce, dont les tests prouvèrent que le Ribena ne contenait pas de vitamine C à un niveau détectable.
La société écopa d'une amende de 217 000 $. GSK maintint qu'il n'y avait pas intention de tromper les consommateurs et que les publicités étaient fondées sur des procédures de test qui ont été modifiées depuis. Il a été ordonné à GSK de conduire une nouvelle campagne de publicité afin d'avertir le public des faits réels, après que la société eut reconnu avoir induit en erreur le public concernant le Ribena en alléguant qu'elle contenait sept milligrammes de vitamine C par cent millilitres, ou 44 % des apports journaliers recommandés, ce qui était faux. La société reconnut aussi que l'allégation selon laquelle le cassis contient quatre fois plus de vitamine C que les oranges, bien que vraie en soi, était de nature à induire les consommateurs en erreur sur le taux réel de vitamine C du Ribena.

#### Requip
En mars 2011, le Nantais Didier Jambart, soigné contre la maladie de Parkinson avec du Requip, remporte son procès de première instance sur le sol français, après avoir été victime de troubles de la sexualité et de jeu addictif de 2003 à 2006. Un autre patient, qui avait les mêmes symptômes, a dû attendre l'année 2020 pour qu'un neurologue lui fasse le diagnostic identifiant le Requip comme responsable de ce comportement (effets secondaires). Selon le médecin, il aurait suffit de revoir la posologie et de baisser la dose.
La condamnation de GSK a été confirmée devant la Cour d'appel de Rennes le 28 novembre 2012.

### Affaire GSK en Chine
La filiale de GSK en Chine s'est retrouvée au cœur d'un scandale financier et industriel et a plaidé coupable d'avoir versé des pots-de-vin à des médecins et des hôpitaux pour promouvoir ses produits en Chine.